# Sahih Múslim
El Sahih Múslim (àrab: صحيح مسلم, Ṣaḥīḥ Muslim) és un dels sis reculls canònics de hadits (relats transmesos per tradició oral sobre la vida del profeta Muhàmmad) de l'islam sunnita. Va ser recollit per l'erudit persa Múslim ibn al-Hajjaj (821-875) i és considerat com el recull més fiable després del Sahih Bukharí (el mot àrab sahih vol dir «autèntic» o «correcte»).
Múslim va viatjar molt per reunir la seva col·lecció de hadits. Va recollir-ne fins a 300.000, dels quals, després d'haver-los verificat curosament i d'haver-ne autentificat la cadena de transmissió (isnad), només en va preservar uns 4.000 (que, si no es compten els repetits, es redueixen a 2.200).